# Wielki marsz
Wielki marsz – powieść z gatunku dystopia Stephena Kinga z 1979. Wydana została pod pseudonimem Richard Bachman.

## Powieść
- Tytuł oryginalny: The Long Walk
- Rok wydania: 1979
- Polskie wydanie: 1992 (Wydawnictwo CIA-Books)
- Inne polskie wydania: 1999 (Prószyński i S-ka ISBN 83-7255-457-9)

## Szczegóły
Wielki marsz to nazwa corocznej imprezy, w której bierze udział stu nastoletnich chłopców. Reguły są proste. Każdy z nich musi iść z prędkością 4 mil na godzinę – nie ma przerw na odpoczynek. Każde zwolnienie tempa poniżej tej wartości, zatrzymanie się albo złamanie regulaminu karane jest ostrzeżeniem. Jeśli przez godzinę marszu zawodnik nie otrzyma ostrzeżenia, jedno jest mu wymazywane. Można dostać maksymalnie 3 nagany. Za czwartym razem uczestnik nie jest już ostrzegany, tylko karany czerwoną kartką – uśmiercającym zawodnika strzałem z karabinu. Marsz rozpoczyna się w północnej części stanu Maine, kończy się tam, gdzie padnie przedostatni zawodnik.
Marsz przedstawiony jest jako wielkie reality show, z setkami widzów oraz wielką nagrodą dla zwycięzcy. Akcja dzieje się w alternatywnej rzeczywistości Stanów Zjednoczonych, które stały się dyktaturą - świadczą o tym m.in. gubernatorzy wojskowi w stanach oraz militarne Patrole. Wpływ na to miały mieć wydarzenia z alternatywnej przeszłości: wspominane jest m.in. bombardowanie Wschodniego Wybrzeżna przez III Rzeszę oraz zniszczenie niemieckiej bazy nuklearnej w Santiago.